# Молочна сироватка

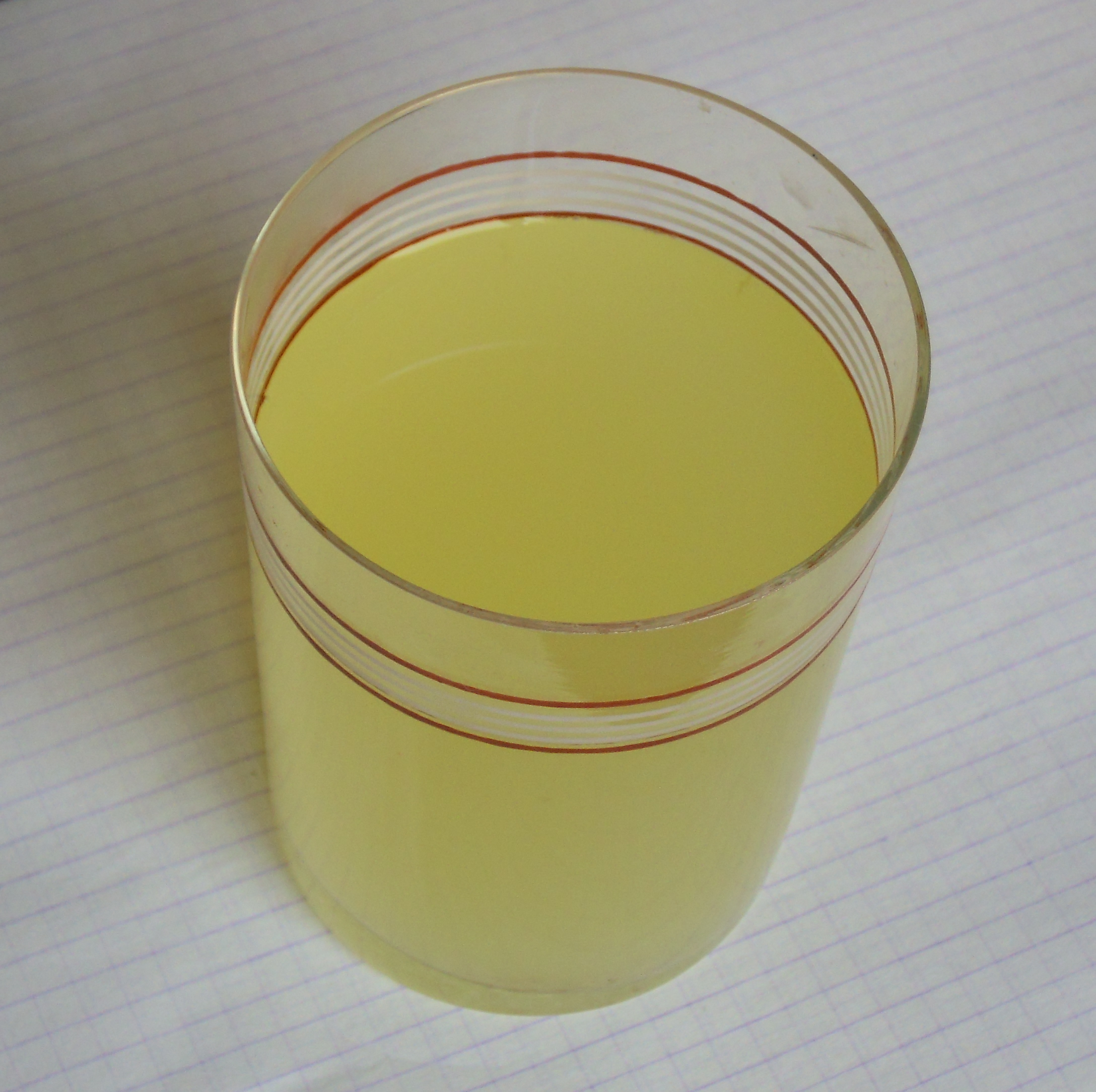
Склянка сироватки

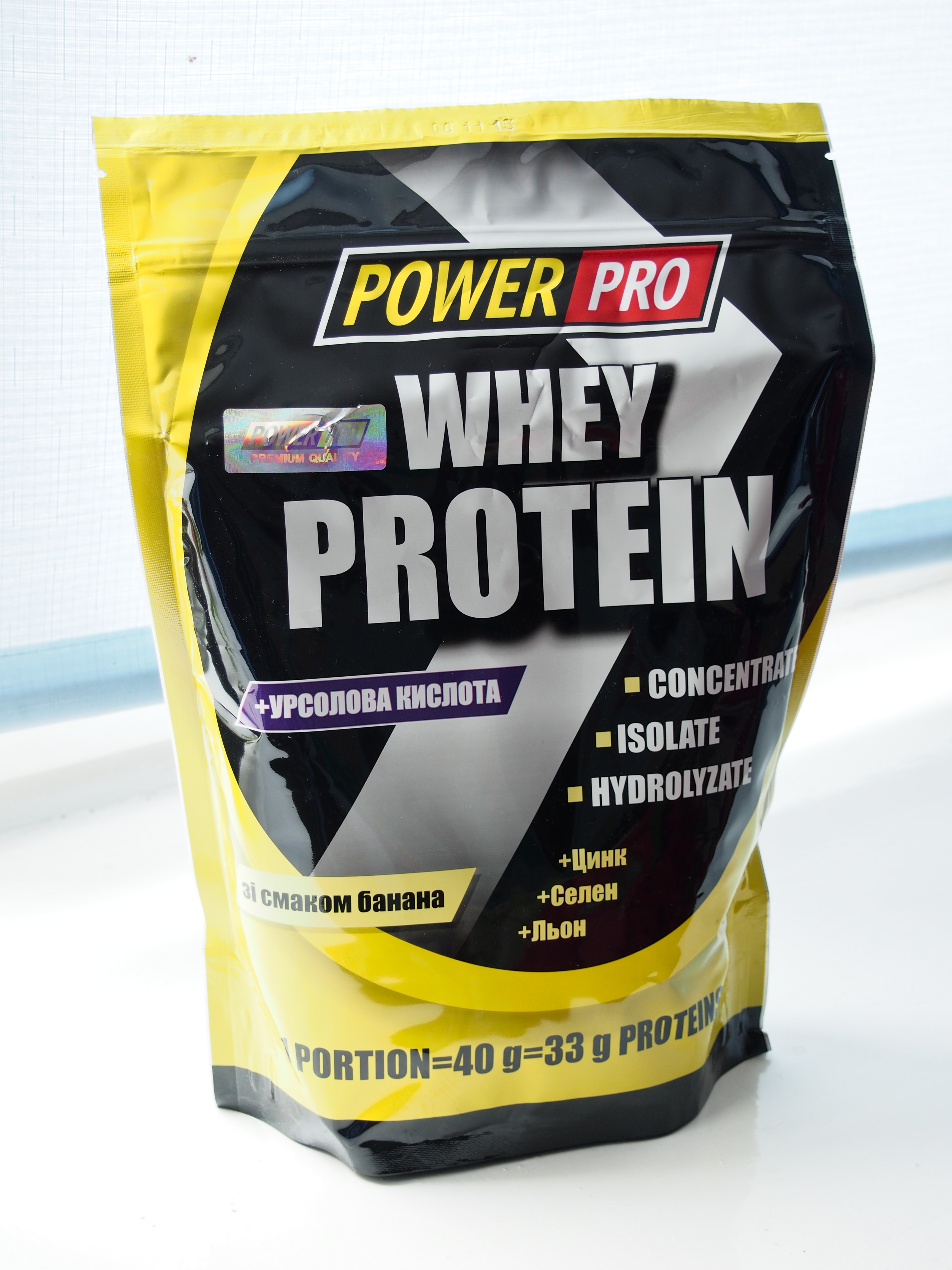
Сироватковий білок застосовується для спортивного харчування

Моло́чна сиро́ватка — продукт переробки молока, який здобувають під час виробництва сирів, сиру кисломолочного, казеїну. Сироватка — плазма молока, яка переважно містить воду, лактозу, сироватковий білок та мінеральні солі.

## Склад
Сироватка містить 93—94 % води, 0,7—1 % білків (головним чином альбумінів і глобулінів), 4,5—4,7 % вуглеводів (молочного цукру), 0,04—0,05 % жиру, 0,5—0,7 % мінеральних солей. При сквашуванні молока сичужним ферментом одержують солодку сироватку, а молочнокислими бактеріями — кислу. Солодка молочна сироватка поживніша, ніж кисла. 100 кг її містять 11 кормових одиниць і 0,9 кг перетравного протеїну. Основну кількість молочної сироватки одержують при виробництві сиру.
До складу молочної сироватки входять вітаміни групи В, вітамін С, нікотинова кислота, холін, вітамін А, вітамін Е і біотин. Молочна сироватка містить також кальцій, магній і пробіотичні бактерії. 1 літр сироватки містить 60 % добової потреби організму дорослої людини в кальції, практично повністю у вітаміні В2 і на 40 % в калії.

## Використання
Молочну сироватку використовують для виготовлення альбумінового молока, молочного цукру, різних напоїв (квас, рівелла), а також для годівлі та відгодівлі свиней. Суха молочна сироватка входить до складу замінників молока для молодняка свійських тварин.
З сироватки також виробляють сироватковий білок (або концентрат сироватковий білковий, КСБ), з концентрацією білка 72-82 % залежно від виробника та якості продукції. Його використовують у виробництві спортивного та дитячого дієтичного молочного харчування.
Також сироватку використовують при випіканні різних випічок.[джерело?]